# Streepstaartvaraan
De streepstaartvaraan (Varanus caudolineatus) is een hagedis uit de familie der varanen (Varanidae).

## Naam en indeling
De wetenschappelijke naam van de soort werd voor het eerst voorgesteld door George Albert Boulenger in 1885. Door sommige biologen wordt de varaan tot het ondergeslacht Odatria gerekend.
De soortaanduiding caudolineatus betekent vrij vertaald 'gestreepte staart'; cauda = staart en lineatus = gestreept.

## Uiterlijke kenmerken
De streepstaartvaraan bereikt een lichaamslengte van ongeveer 25 centimeter inclusief de staart, maximaal 32 cm. De staart is langer dan het lichaam. De lichaamskleur is geelgrijs met donkere vlekken aan de bovenzijde. De varaan is te herkennen aan de vier donkere lengtestrepen op de staart.

## Levenswijze
De varaan is een boombewoner die echter ook wel onder stenen en in rotsspleten is aangetroffen. Op de bodem wordt ook gefoerageerd naar voedsel. Op het menu staan voornamelijk ongewervelden zoals insecten (vlinders, kakkerlakken, rechtvleugeligen), spinnen, duizendpoten en schorpioenen. Daarnaast worden kleine hagedissen gegeten, zoals gekko's en skinken.
De vrouwtjes zetten hun eieren af in de bodem in legsels van vier tot vijf eieren per keer.

## Verspreiding en habitat
De streepstaartvaraan komt endemisch voor in Australië en alleen in de staat West-Australië. Het is een bewoner van voornamelijk graslanden, tropische en subtropische bossen en scrublanden en komt ook voor in habitats met acacia en triodia. Zowel in vochtige biotopen zoals rivieroevers als in heel droge streken wordt de soort aangetroffen.
Door de internationale natuurbeschermingsorganisatie IUCN is de beschermingsstatus 'veilig' toegewezen (Least Concern of LC).